# Dulce tormento
Dulce Tormento (producción de Ecuavisa, 1994) fue una telenovela ecuatoriana realizada por Ecuavisa en realización y coproducción de Centauro Producciones de Colombia, escrita por Alpha Dolly Delgado y Franklin Briones, producido por José Romero y Gustavo Nieto Roa, dirigida por George Coello de 150 episodios aproximadamente.
Protagonizada por Luigi Aycardi, Laura Suárez y Vilma Sotomayor. El tema principal de esta telenovela (Dulce Tormento), le dio éxito al cantante y artista del momento Darío Javier.

## Sinopsis
Separadas por un abismo social, las vidas de Yasmín y Diego coinciden gracias al destino. Diego es novio de Claudia, arribista y prepotente por naturaleza, quien estará dispuesta a todo por obtener el amor verdadero de Diego. Los planes de Claudia, sin embargo, podrían ser frustrados por la súbita presencia de Yasmín, quien atraerá el corazón de Diego sin importar los obstáculos en el camino. Es en este triángulo amoroso donde se desarrollará el romance más cautivador, y donde el amor será, justamente, un dulce tormento.
Una producción ecuatoriana de calidad que contó con actores nacionales de primer nivel como la conocida Vilma Sotomayor, quien actualmente se encuentra en Televisa de México, y Luigi Aycardi, de Colombia, quien además es miembro del elenco de “Decisiones”, producida por Telemundo, “La quiero a morir”, producida por Caracol Televisión y “Chepe Fortuna”, producida por RCN Televisión.

## Elenco
- Luigi Aycardi - Diego Aristizábal
- Laura Suárez - Yasmín Linares
- Vilma Sotomayor - Claudia Bejarano
- Azucena Mora
- Estela Álvarez
- Carolina Ossa
- Amparo Guillén - Carmen Rivas
- Roberto Begué
- Marcos Espín
- Enrique Delgado
- Jaime Bonelli
- María Fernanda Pazmiño
- Marisela Gómez
- Antonio Santos
- Jorge Chamba Cabanilla'
- Roland Devetak
- Catalina de la Cuadra
- Enrique Machado
- Xavier Romero
- Jimmy Tamayo
- Mercedes Payne
- Jéssica Bermúdez - Erlinda[3][4]
- Tania Márquez- Estela[5]